# Flughafen Kajaani

i8
i11
i13
Der Flughafen Kajaani (IATA-Code: KAJ, ICAO-Code: EFKI) befindet sich 8 km nördlich der Stadt Kajaani in Finnland und wurde im Jahre 1957 fertiggestellt. 

## Linienflüge
Die Fluglinie Finnair fliegt von Kajaani die Flughäfen Helsinki-Vantaa und Jyväskylä an. Die Flüge werden von Nordic Regional Airlines durchgeführt.

## Auszeichnungen
Der finnische Flughafenbetreiber Finavia wählte Kajaani Airport zum Flughafen des Jahres 1994, 1997 und 2007.